# Nickelback
Nickelback — канадський рок-гурт, що грає в стилі постгранж, альтернатива та хеві-метал. До складу гурту на даний момент входять вокаліст Чад Крюгер, гітарист, клавішник та бек-вокаліст Раян Пайк, басист Майкл Крюгер та барабанщик Деніел Адаір.
Nickelback один з комерційно найуспішніших канадських гуртів, продажи їхніх альбомів перетнули позначку у 50 мільйонів копій по всьому світу.

## Історія гурту
Гурт був створений в 1995 році братами Майклом та Чедом Крюгерами в канадському місті Ханна. Згодом до них приєдналися Брендон Крюгер (кузен братів Крюгерів) та гітарист Раян Пайк. У 1996 році з'явився перший демо-альбом гурту Hesher. Спочатку гурт не мав назви та чітко окресленого стилю виконання та грав кавер-версії хітів таких гуртів як Metallica та Motörhead. Переїхавши в Ванкувер, гурт записав новий альбом Curb та вирушив у своє перше турне.
Назву Nickelback запропонував Майк Крюгер, який в цей час працював продавцем в мережі кафетеріїв Starbucks, де найвживанішою його фразою було «Here's your nickel back».
Незабаром молодими виконавцями зацікавився лейбл Roadrunner Records і запропонував їм контракт на наступний альбом Silver Side Up (2001). Цей альбом виявився надзвичайно популярним, а сингл «How You Remind Me» з цього альбому потрапив в Canadian Singles Chart та Billboard Hot 100. Також «How You Remind Me» в 2003 році був номінований на Grammy Awards в номінації Record of the Year.
Наступним успіхом гурту став саундтрек до фільму «Людина-павук». На пісню «Hero» був знятий відеокліп і вона увійшла до нового альбому гурту The Long Road (2003).

З того часу гурт досяг вершин комерційного успіху: тільки у США було продано майже 15 мільйонів альбомів, без урахування 2 мільйонів альбомів в Канаді та близько 25 мільйонів по всьому світу.

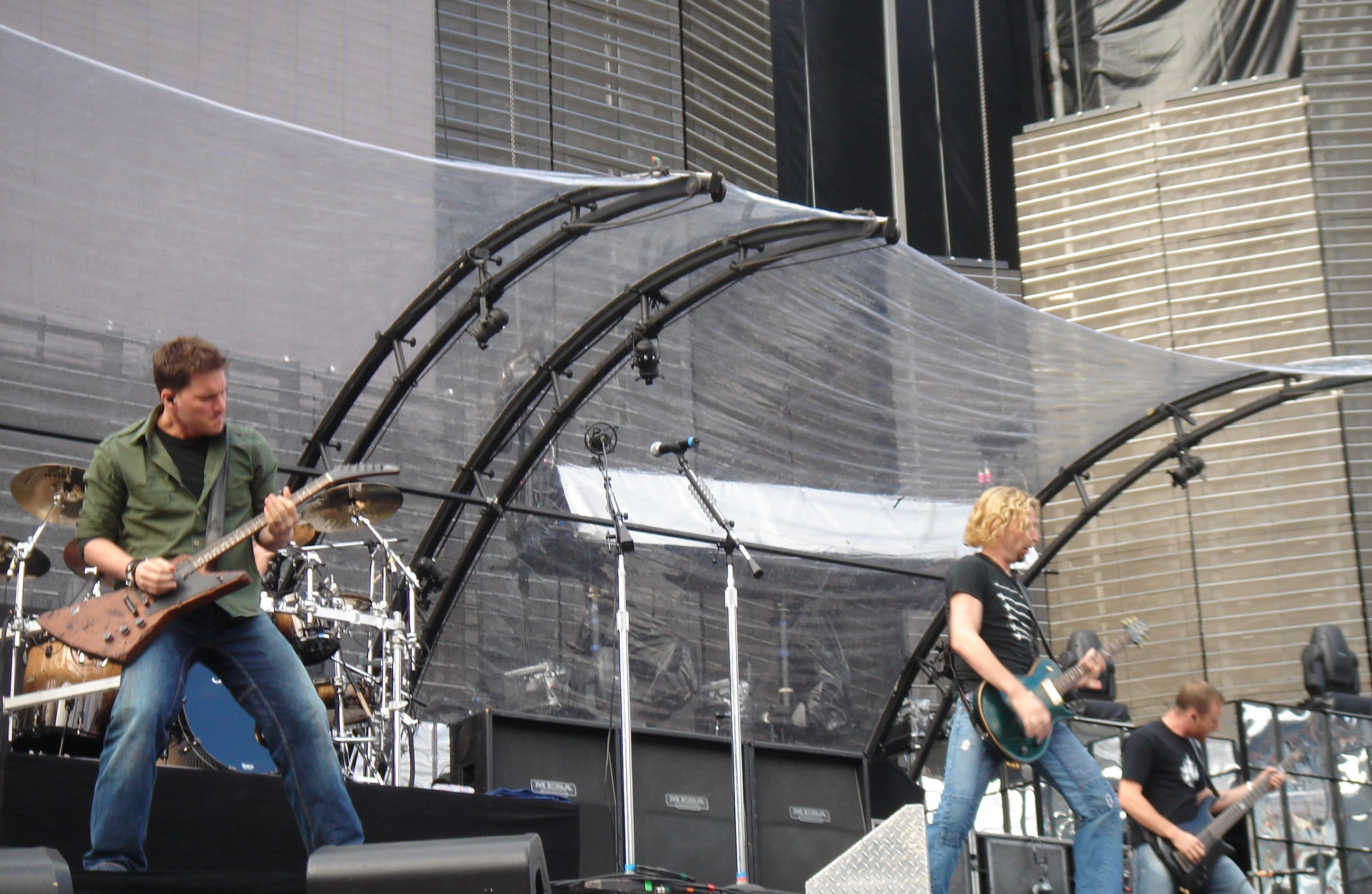
Nickelback 2006

Наступний альбом гурту All The Right Reasons (2005) тільки в США був проданий тиражем понад 6 мільйонів копій і понад 9 мільйонів по всьому світу. Такі пісні як «Photograph», «Savin' Me», «Far Away», «If Everyone Cared» і «Rockstar» увійшли в Billboard Hot 100 і Billboard 200.
Передостаннім альбомом групи є платівка Dark Horse, що вийшла 18 листопада 2008, з якою випущено три сингли та п'ять кліпів.
28 лютого 2010 Nickelback виступили на закритті Олімпіади у Ванкувері з піснею «Burn It to the Ground».
В одному з інтерв'ю у 2010 році Чед Крюгер заявив, що, закінчивши тури з альбомом Dark Horse, група готується до запису нового альбому, готове вже приблизно чотири композиції, запис почнеться в лютому, платівка вийде наприкінці 2011-го — початку 2012-го року.
Новий альбом Here and Now вийшов 21 листопада 2011 року. Першими синглами стали «Bottoms Up» і «When We Stand Together», які можна було почути на місцевому радіо 26 вересня. З 23 вересня композиції стали доступні для безкоштовного прослуховування на сайті гурту. 3 листопада на телеканалі VH1 відбулася прем'єра відеокліпу «When We Stand Together». За перший тиждень було продано 391 000 екземплярів альбому. За підсумками 2011 року Here And Now посів 37 місце в чарті «Найуспішніших альбомів року» з відміткою 1100000 примірників.
На сьогодні гурт став лауреатом таких престижних музичних премій як Juno Awards, American Music Awards (двічі), Billboard Music Awards (тричі в п'яти номінаціях), MTV Video Music Award за кліп до пісні «Hero» і World Music Award як найкраща рок-група, а також сім разів номінувалася на Grammy Awards.

## Склад гурту
- Чед Крюгер (вокал, гітара)
- Раян Пайк (гітара, бек-вокал)
- Майкл Крюгер (бас-гітара)
- Деніел Адайр (ударні)

## Дискографія
- Curb (1996)
- The State (1999)
- Silver Side Up (2001)
- The Long Road (2003)
- All the Right Reasons (2005)
- Dark Horse (2008)
- Here and Now (2011)
- No Fixed Address (2014)
- Feed the Machine (2017)
- Get Rollin' (2022)